# Basketball Champions League 2021-2022
La Basketball Champions League 2021-2022 è la 6ª edizione della principale competizione europea per club di pallacanestro organizzata da FIBA Europe e si è svolta dal 13 settembre 2021 all'8 maggio 2022.

## Formato
Partecipano alla stagione regolare 32 squadre, 28 qualificate direttamente e altre quattro provenienti dai turni preliminari disputati da 24 compagini. La partecipazione alla Champions League avviene tramite il piazzamento nei campionati nazionali della precedente stagione secondo il ranking stabilito dalla FIBA, in caso che una squadra che ne abbia diritto rinunci, il suo posto può essere occupato sia da una squadra della stessa nazione che da quella di un altro paese.
Ogni squadra deve schierare un minimo di cinque giocatori di formazione nazionale nel caso porti a referto più di dieci giocatori, in caso contrario almeno quattro.

## Partecipanti
Un totale di 52 squadre provenienti da 30Paesi partecipano alla competizione.
- 1º, 2º, etc.: Posizione nel campionato nazionale
- BCL: Squadra vincitrice dell'edizione precedente

| Stagione regolare       | Stagione regolare   | Stagione regolare     | Stagione regolare      |
| ----------------------- | ------------------- | --------------------- | ---------------------- |
| Karşıyaka (3º)          | Manresa (10º)       | R. Ludwigsburg (3º)   | Igokea (3º)            |
| Beşiktaş (4º)           | Málaga (11º)        | EWE Oldenburg (5º)    | Nymburk (1º)           |
| Tofaş Bursa (5º)        | Lavrio (2º)         | Hapoel Holon (3º)     | Falco Szombathely (1°) |
| Darüşşafaka (7º)        | AEK Atene (3º)      | H. Gerusalemme (6º)   | VEF Rīga (2º)          |
| Galatasaray (14º)       | PAOK Salonicco (5º) | N.B. Brindisi (3º)    | Rytas Vilnius (2º)     |
| Canarias Tenerife (3º)  | Digione (2º)        | Dinamo Sassari (5º)   | Stal Ostrów Wiel. (1º) |
| S.P. BurgosBCL (6º)     | Strasburgo (3º)     | Ostenda (1º)          | Nižnij Novgorod (5º)   |
| Turno di qualificazione |                     |                       |                        |
| Kapfenberg Bulls (2º)   | Opava (2º)          | London Lions (2º)     | Leida (1º)             |
| Mons-Hainaut (2º)       | Bakken Bears (1º)   | Peristeri (6º)        | Sporting CP (1°)       |
| Cmoki Minsk (1)         | Kalev/Cramo (1º)    | Hapoel Eilat (4º)     | U Cluj (1º)            |
| Levski Sofia (1º)       | Vilpas Vikings (1º) | Universo Treviso (6º) | Basket Parma (7º)      |
| AEK Larnaca (1º)        | Le Mans (7º)        | Juventus Utena (4º)   | Fribourg Olympic (1º)  |
| Spalato (2º)            | Bamberger (8º)      | Mornar Bar (2º)       | Prometej (1º)          |

## Date
| Fase              | Turno                           | Turno                           | Data sorteggio | Gara-1               | Gara-2               | Gara-3               |
| ----------------- | ------------------------------- | ------------------------------- | -------------- | -------------------- | -------------------- | -------------------- |
| Preliminari       | Primo turno di qualificazione   | Primo turno di qualificazione   | 7 luglio 2021  | 13–14 settembre 2021 | 13–14 settembre 2021 | 13–14 settembre 2021 |
| Preliminari       | Secondo turno di qualificazione | Secondo turno di qualificazione | 7 luglio 2021  | 15–16 settembre 2021 | 15–16 settembre 2021 | 15–16 settembre 2021 |
| Preliminari       | Terzo turno di qualificazione   | Terzo turno di qualificazione   | 7 luglio 2021  | 17–18 settembre 2021 | 17–18 settembre 2021 | 17–18 settembre 2021 |
| Stagione regolare | 1ª giornata                     | 1ª giornata                     | 7 luglio 2021  | 5–6 ottobre 2021     | 5–6 ottobre 2021     | 5–6 ottobre 2021     |
| Stagione regolare | 2ª giornata                     | gruppi A-D                      | 7 luglio 2021  | 12–13 ottobre 2021   | 12–13 ottobre 2021   | 12–13 ottobre 2021   |
| Stagione regolare | 2ª giornata                     | gruppi E-H                      | 7 luglio 2021  | 19–20 ottobre 2021   | 19–20 ottobre 2021   | 19–20 ottobre 2021   |
| Stagione regolare | 3ª giornata                     | gruppi A–D                      | 7 luglio 2021  | 26–27 ottobre 2021   | 26–27 ottobre 2021   | 26–27 ottobre 2021   |
| Stagione regolare | 3ª giornata                     | gruppi E–H                      | 7 luglio 2021  | 2–3 novembre 2021    | 2–3 novembre 2021    | 2–3 novembre 2021    |
| Stagione regolare | 4ª giornata                     | gruppi A–D                      | 7 luglio 2021  | 9–10 novembre 2021   | 9–10 novembre 2021   | 9–10 novembre 2021   |
| Stagione regolare | 4ª giornata                     | gruppi E–H                      | 7 luglio 2021  | 16–17 novembre 2021  | 16–17 novembre 2021  | 16–17 novembre 2021  |
| Stagione regolare | 5ª giornata                     | gruppi A–D                      | 7 luglio 2021  | 7–8 dicembre 2021    | 7–8 dicembre 2021    | 7–8 dicembre 2021    |
| Stagione regolare | 5ª giornata                     | gruppi E–H                      | 7 luglio 2021  | 14–15 dicembre 2021  | 14–15 dicembre 2021  | 14–15 dicembre 2021  |
| Stagione regolare | 6ª giornata                     | 6ª giornata                     | 7 luglio 2021  | 21–22 dicembre 2021  | 21–22 dicembre 2021  | 21–22 dicembre 2021  |
| Play-ins          | Play-ins                        | Play-ins                        | 7 luglio 2021  | 4–5 gennaio 2022     | 11–12 gennaio 2022   | 18–19 gennaio 2022   |
| Ottavi di finale  | 1ª giornata                     | 1ª giornata                     | 7 luglio 2021  | 25–26 gennaio 2022   | 25–26 gennaio 2022   | 25–26 gennaio 2022   |
| Ottavi di finale  | 2ª giornata                     | 2ª giornata                     | 7 luglio 2021  | 1–2 febbraio 2022    | 1–2 febbraio 2022    | 1–2 febbraio 2022    |
| Ottavi di finale  | 3ª giornata                     | 3ª giornata                     | 7 luglio 2021  | 8–9 febbraio 2022    | 8–9 febbraio 2022    | 8–9 febbraio 2022    |
| Ottavi di finale  | 4ª giornata                     | 4ª giornata                     | 7 luglio 2021  | 8–9 marzo 2022       | 8–9 marzo 2022       | 8–9 marzo 2022       |
| Ottavi di finale  | 5ª giornata                     | 5ª giornata                     | 7 luglio 2021  | 15–16 marzo 2022     | 15–16 marzo 2022     | 15–16 marzo 2022     |
| Ottavi di finale  | 6ª giornata                     | 6ª giornata                     | 7 luglio 2021  | 22–23 marzo 2022     | 22–23 marzo 2022     | 22–23 marzo 2022     |
| Play-offs         | Quarti di finale                | Quarti di finale                | 25 marzo 2022  | 5–6 aprile 2022      | 12–13 aprile 2022    | 19–20 aprile 2022    |
| Final Four        | Semifinali                      | Semifinali                      | 25 marzo 2022  | 6 maggio 2022        | 6 maggio 2022        | 6 maggio 2022        |
| Final Four        | Finale                          | Finale                          | 25 marzo 2022  | 8 maggio 2022        | 8 maggio 2022        | 8 maggio 2022        |

## Preliminari

### Sorteggio
Le 24 squadre partecipanti al primo turno di qualificazione sono state divise in quattro fasce in base al loro punteggio ottenuto nelle precedenti edizioni di Basketball Champions League, mentre per le squadre alla prima apparizione è stato assegnato il punteggio ottenuto nel proprio campionato nazionale.
| Team          | P.ti |
| ------------- | ---- |
| Brose Bamberg | 94   |
| Peristeri     | 37   |
| Le Mans       | 25   |
| Bakken Bears  | 17   |

| Team             | P.ti |
| ---------------- | ---- |
| Fribourg Olympic | 14   |
| Mornar Bar       | 13   |
| Cmoki Minsk      | 13   |
| Opava            | 9    |

| Team         | P.ti |
| ------------ | ---- |
| Levski Sofia | 2    |
| Sporting CP  | 2    |
| Mons-Hainaut | 2    |
| AEK Larnaca  | 1    |

| Team             | P.ti   |
| ---------------- | ------ |
| U-BT Cluj Napoca | 1      |
| London Lions     | 1      |
| Kapfenberg Bulls | 1      |
| Parma Perm'      | 87.00† |

| Team             | P.ti   |
| ---------------- | ------ |
| Universo Treviso | 69.58† |
| Hapoel Eilat     | 67.00† |
| Juventus Utena   | 41.00† |
| Vilpas Vikings   | 6.00†  |

| Team        | P.ti  |
| ----------- | ----- |
| ZZ Leiden   | 5.00† |
| Prometej    | 3.00† |
| Spalato     | 0†    |
| Kalev/Cramo | 0†    |

Note
- †: indica i club senza punteggio internazionale, per questo viene assegnato quello del campionato nazionale

### Risultati

#### Gruppo A
|  | Primo turno    | Primo turno      | Primo turno      |                  |        | Secondo turno | Secondo turno | Secondo turno |  |  | Terzo turno | Terzo turno | Terzo turno |  |
|  |                |                  |                  |                  |        |               |               |               |  |  |             |             |             |  |
|  |                |                  |                  |                  |        | Peristeri     | Peristeri     | 74            |  |  |             |             |             |  |
|  |                |                  |                  |                  |        | Peristeri     | Peristeri     | 74            |  |  |             |             |             |  |
|  |                |                  | U Cluj           | U Cluj           | 84     |               |               |               |  |  |             |             |             |  |
|  | U Cluj         | U Cluj           | U Cluj           | U Cluj           | 84     | 106           |               |               |  |  |             |             |             |  |
|  | U Cluj         | U Cluj           |                  |                  |        |               |               |               |  |  |             |             |             |  |
|  | Vilpas Vikings | Vilpas Vikings   | 97               |                  |        |               |               |               |  |  |             |             |             |  |
|  | Vilpas Vikings | Vilpas Vikings   | 97               |                  | U Cluj | U Cluj        | 77            |               |  |  |             |             |             |  |
|  |                |                  |                  |                  |        |               |               |               |  |  |             |             |             |  |
|  |                |                  | Fribourg Olympic | Fribourg Olympic | 64     |               |               |               |  |  |             |             |             |  |
|  |                |                  |                  | Fribourg Olympic | 64     |               |               |               |  |  |             |             |             |  |
|  |                |                  |                  |                  |        |               |               |               |  |  |             |             |             |  |
|  |                |                  |                  |                  |        |               |               |               |  |  |             |             |             |  |
|  |                | Fribourg Olympic | Fribourg Olympic | 76               |        |               |               |               |  |  |             |             |             |  |
|  |                |                  |                  | 76               |        |               |               |               |  |  |             |             |             |  |
|  |                |                  | Spalato          | Spalato          | 67     |               |               |               |  |  |             |             |             |  |
|  | AEK Larnaca    | AEK Larnaca      | Spalato          | Spalato          | 67     | 50            |               |               |  |  |             |             |             |  |
|  | AEK Larnaca    | AEK Larnaca      |                  |                  |        |               |               |               |  |  |             |             |             |  |
|  | Spalato        | Spalato          | 65               |                  |        |               |               |               |  |  |             |             |             |  |

#### Gruppo B
|  | Primo turno      | Primo turno      | Primo turno      |                  |                  | Secondo turno    | Secondo turno | Secondo turno |  |  | Terzo turno | Terzo turno | Terzo turno |  |
|  |                  |                  |                  |                  |                  |                  |               |               |  |  |             |             |             |  |
|  |                  |                  |                  |                  |                  | Bakken Bears     | Bakken Bears  | 90            |  |  |             |             |             |  |
|  |                  |                  |                  |                  |                  | Bakken Bears     | Bakken Bears  | 90            |  |  |             |             |             |  |
|  |                  |                  | Universo Treviso | Universo Treviso | 92               |                  |               |               |  |  |             |             |             |  |
|  | London Lions     | London Lions     | Universo Treviso | Universo Treviso | 92               | 62               |               |               |  |  |             |             |             |  |
|  | London Lions     | London Lions     |                  |                  |                  |                  |               |               |  |  |             |             |             |  |
|  | Universo Treviso | Universo Treviso | 89               |                  |                  |                  |               |               |  |  |             |             |             |  |
|  | Universo Treviso | Universo Treviso | 89               |                  | Universo Treviso | Universo Treviso | 95            |               |  |  |             |             |             |  |
|  |                  |                  |                  |                  |                  |                  |               |               |  |  |             |             |             |  |
|  |                  |                  | Cmoki Minsk      | Cmoki Minsk      | 78               |                  |               |               |  |  |             |             |             |  |
|  |                  |                  |                  | Cmoki Minsk      | 78               |                  |               |               |  |  |             |             |             |  |
|  |                  |                  |                  |                  |                  |                  |               |               |  |  |             |             |             |  |
|  |                  |                  |                  |                  |                  |                  |               |               |  |  |             |             |             |  |
|  |                  | Cmoki Minsk      | Cmoki Minsk      | 69               |                  |                  |               |               |  |  |             |             |             |  |
|  |                  |                  |                  | 69               |                  |                  |               |               |  |  |             |             |             |  |
|  |                  |                  | Leida            | Leida            | 67               |                  |               |               |  |  |             |             |             |  |
|  | Mons-Hainaut     | Mons-Hainaut     | Leida            | Leida            | 67               | 74               |               |               |  |  |             |             |             |  |
|  | Mons-Hainaut     | Mons-Hainaut     |                  |                  |                  |                  |               |               |  |  |             |             |             |  |
|  | Leida            | Leida            | 76               |                  |                  |                  |               |               |  |  |             |             |             |  |

#### Gruppo C
|  | Primo turno      | Primo turno      | Primo turno    |                |                | Secondo turno  | Secondo turno | Secondo turno |  |  | Terzo turno | Terzo turno | Terzo turno |  |
|  |                  |                  |                |                |                |                |               |               |  |  |             |             |             |  |
|  |                  |                  |                |                |                | Bamberger      | Bamberger     | 79            |  |  |             |             |             |  |
|  |                  |                  |                |                |                | Bamberger      | Bamberger     | 79            |  |  |             |             |             |  |
|  |                  |                  | Juventus Utena | Juventus Utena | 83             |                |               |               |  |  |             |             |             |  |
|  | Kapfenberg Bulls | Kapfenberg Bulls | Juventus Utena | Juventus Utena | 83             | 68             |               |               |  |  |             |             |             |  |
|  | Kapfenberg Bulls | Kapfenberg Bulls |                |                |                |                |               |               |  |  |             |             |             |  |
|  | Juventus Utena   | Juventus Utena   | 90             |                |                |                |               |               |  |  |             |             |             |  |
|  | Juventus Utena   | Juventus Utena   | 90             |                | Juventus Utena | Juventus Utena | 81            |               |  |  |             |             |             |  |
|  |                  |                  |                |                |                |                |               |               |  |  |             |             |             |  |
|  |                  |                  | Kalev/Cramo    | Kalev/Cramo    | 86             |                |               |               |  |  |             |             |             |  |
|  |                  |                  |                | Kalev/Cramo    | 86             |                |               |               |  |  |             |             |             |  |
|  |                  |                  |                |                |                |                |               |               |  |  |             |             |             |  |
|  |                  |                  |                |                |                |                |               |               |  |  |             |             |             |  |
|  |                  | Mornar Bar       | Mornar Bar     | 89             |                |                |               |               |  |  |             |             |             |  |
|  |                  |                  |                | 89             |                |                |               |               |  |  |             |             |             |  |
|  |                  |                  | Kalev/Cramo    | Kalev/Cramo    | 104            |                |               |               |  |  |             |             |             |  |
|  | Sporting CP      | Sporting CP      | Kalev/Cramo    | Kalev/Cramo    | 104            | 69             |               |               |  |  |             |             |             |  |
|  | Sporting CP      | Sporting CP      |                |                |                |                |               |               |  |  |             |             |             |  |
|  | Kalev/Cramo      | Kalev/Cramo      | 86             |                |                |                |               |               |  |  |             |             |             |  |

#### Gruppo D
|  | Primo turno  | Primo turno  | Primo turno |             |             | Secondo turno | Secondo turno | Secondo turno |  |  | Terzo turno | Terzo turno | Terzo turno |  |
|  |              |              |             |             |             |               |               |               |  |  |             |             |             |  |
|  |              |              |             |             |             | Le Mans       | Le Mans       | 69            |  |  |             |             |             |  |
|  |              |              |             |             |             | Le Mans       | Le Mans       | 69            |  |  |             |             |             |  |
|  |              |              | Parma Perm' | Parma Perm' | 82          |               |               |               |  |  |             |             |             |  |
|  | Parma Perm'  | Parma Perm'  | Parma Perm' | Parma Perm' | 82          | 79            |               |               |  |  |             |             |             |  |
|  | Parma Perm'  | Parma Perm'  |             |             |             |               |               |               |  |  |             |             |             |  |
|  | Hapoel Eilat | Hapoel Eilat | 76          |             |             |               |               |               |  |  |             |             |             |  |
|  | Hapoel Eilat | Hapoel Eilat | 76          |             | Parma Perm' | Parma Perm'   | 65            |               |  |  |             |             |             |  |
|  |              |              |             |             |             |               |               |               |  |  |             |             |             |  |
|  |              |              | Prometej    | Prometej    | 67          |               |               |               |  |  |             |             |             |  |
|  |              |              |             | Prometej    | 67          |               |               |               |  |  |             |             |             |  |
|  |              |              |             |             |             |               |               |               |  |  |             |             |             |  |
|  |              |              |             |             |             |               |               |               |  |  |             |             |             |  |
|  |              | Opava        | Opava       | 78          |             |               |               |               |  |  |             |             |             |  |
|  |              |              |             | 78          |             |               |               |               |  |  |             |             |             |  |
|  |              |              | Prometej    | Prometej    | 100         |               |               |               |  |  |             |             |             |  |
|  | Levski Sofia | Levski Sofia | Prometej    | Prometej    | 100         | 56            |               |               |  |  |             |             |             |  |
|  | Levski Sofia | Levski Sofia |             |             |             |               |               |               |  |  |             |             |             |  |
|  | Prometej     | Prometej     | 96          |             |             |               |               |               |  |  |             |             |             |  |

## Fase a gironi
Un totale di 32 squadre giocano la fase a gironi: 28 squadre con accesso diretto ad essa e le quattro vincitrici dei turni di qualificazione.
Le 32 squadre sono divise in otto gruppi da quattro, con la restrizione che le squadre dello stesso paese non possono finire nello stesso girone. In ciascun gruppo, le squadre si sfidano con match di andata e ritorno in un girone all'italiana. Le migliori squadre di ogni gruppo accedono alla Top 16, mentre le seconde e terze classifiche prendono parte ai play-ins.

### Sorteggio
| Team                    | P.ti |
| ----------------------- | ---- |
| Lenovo Tenerife         | 133  |
| AEK                     | 117  |
| Hereda San Pablo Burgos | 109  |
| Nižnij Novgorod         | 101  |
| Hapoel Gerusalemme      | 93   |
| ERA Nymburk             | 83   |
| SIG Strasburgo          | 80   |
| Hapoel Holon            | 78   |

| Team                | P.ti |
| ------------------- | ---- |
| JDA Dijon           | 74   |
| Filou Ostenda       | 58   |
| Dinamo Sassari      | 57   |
| Beşiktaş Icrypex    | 52   |
| Pınar Karşıyaka     | 51   |
| Happy Casa Brindisi | 46   |
| PAOK                | 43   |
| Falco Szombathely   | 31   |

| Team                   | P.ti    |
| ---------------------- | ------- |
| VEF Rīga               | 29      |
| Tofaş                  | 28      |
| BAXI Manresa           | 19      |
| MHP Riesen Ludwigsburg | 11      |
| Rytas                  | 11      |
| Darüşşafaka Tekfen     | 8       |
| Galatasaray Nef        | 8       |
| Unicaja Málaga         | 105.50† |

| Team                     | P.ti   |
| ------------------------ | ------ |
| Igokea                   | 28     |
| EWE Baskets Oldenburg    | 75.67† |
| Lavrio Megabolt          | 67.75† |
| Stal Ostrów Wielkopolski | 20.17† |
| U-BT Cluj-Napoca         |        |
| NutriBullet Treviso      |        |
| Kalev/Cramo              |        |
| Prometej                 |        |

Note
- †: indica i club senza punteggio internazionale, per questo viene assegnato quello del campionato nazionale

### Risultati e classifiche

#### Gruppo A
| Pos | Squadra                | G | V | P | PF  | PS  | DP  | Pt | Qualificazione          |  | LUD   | TFE   | PRO   | DIN   |
| --- | ---------------------- | - | - | - | --- | --- | --- | -- | ----------------------- |  | ----- | ----- | ----- | ----- |
| 1   | MHP Riesen Ludwigsburg | 6 | 4 | 2 | 494 | 450 | +44 | 10 | Qualificate alla Top 16 |  | —     | 80–69 | 60–71 | 94–81 |
| 2   | Lenovo Tenerife        | 6 | 4 | 2 | 476 | 450 | +26 | 10 | Qualificate ai play-in  |  | 83–99 | —     | 80–78 | 87–60 |
| 3   | Prometej               | 6 | 3 | 3 | 459 | 434 | +25 | 9  | Qualificate ai play-in  |  | 64–86 | 70–73 | —     | 89–56 |
| 4   | Dinamo Sassari         | 6 | 1 | 5 | 421 | 516 | −95 | 7  |                         |  | 82–75 | 63–84 | 79–87 | —     |

#### Gruppo B
| Pos | Squadra                  | G | V | P | PF  | PS  | DP  | Pt | Qualificazione          |  | BAX   | JER   | KAR   | STA   |
| --- | ------------------------ | - | - | - | --- | --- | --- | -- | ----------------------- |  | ----- | ----- | ----- | ----- |
| 1   | Baxi Manresa             | 6 | 5 | 1 | 487 | 445 | +42 | 11 | Qualificate alla Top 16 |  | —     | 85–90 | 88–69 | 81–76 |
| 2   | Hapoel Gerusalemme       | 6 | 3 | 3 | 475 | 461 | +14 | 9  | Qualificate ai play-in  |  | 68–73 | —     | 84–86 | 83–76 |
| 3   | Pınar Karşıyaka          | 6 | 3 | 3 | 453 | 475 | −22 | 9  | Qualificate ai play-in  |  | 67–72 | 65–85 | —     | 80–77 |
| 4   | Stal Ostrów Wielkopolski | 6 | 1 | 5 | 449 | 483 | −34 | 7  |                         |  | 75–88 | 76–65 | 69–86 | —     |

#### Gruppo C
| Pos | Squadra         | G | V | P | PF  | PS  | DP  | Pt | Qualificazione          |  | UNI   | JDA   | LAV   | NIZ   |
| --- | --------------- | - | - | - | --- | --- | --- | -- | ----------------------- |  | ----- | ----- | ----- | ----- |
| 1   | Unicaja         | 6 | 4 | 2 | 467 | 403 | +64 | 10 | Qualificate alla Top 16 |  | —     | 83–54 | 86–70 | 93–69 |
| 2   | JDA Dijon       | 6 | 3 | 3 | 442 | 433 | +9  | 9  | Qualificate ai play-in  |  | 78–68 | —     | 73–49 | 89–75 |
| 3   | Lavrio Megabolt | 6 | 3 | 3 | 411 | 440 | −29 | 9  | Qualificate ai play-in  |  | 70–58 | 65–63 | —     | 95–86 |
| 4   | Nižnij Novgorod | 6 | 2 | 4 | 459 | 503 | −44 | 8  |                         |  | 62–79 | 93–85 | 74–62 | —     |

#### Gruppo D
| Pos | Squadra             | G | V | P | PF  | PS  | DP  | Pt | Qualificazione          |  | FAL   | TVS   | VEF   | AEK   |
| --- | ------------------- | - | - | - | --- | --- | --- | -- | ----------------------- |  | ----- | ----- | ----- | ----- |
| 1   | Falco Szombathely   | 6 | 5 | 1 | 461 | 442 | +19 | 11 | Qualificate alla Top 16 |  | —     | 81–80 | 68–59 | 83–78 |
| 2   | NutriBullet Treviso | 6 | 4 | 2 | 483 | 446 | +37 | 10 | Qualificate ai play-in  |  | 68–60 | —     | 91–85 | 81–69 |
| 3   | VEF Rīga            | 6 | 2 | 4 | 463 | 474 | −11 | 8  | Qualificate ai play-in  |  | 74–80 | 74–71 | —     | 92–76 |
| 4   | AEK                 | 6 | 1 | 5 | 471 | 516 | −45 | 7  |                         |  | 83–89 | 77–92 | 88–79 | —     |

#### Gruppo E
| Pos | Squadra         | G | V | P | PF  | PS  | DP  | Pt | Qualificazione          |  | GAL   | IGO   | PAOK  | NYM    |
| --- | --------------- | - | - | - | --- | --- | --- | -- | ----------------------- |  | ----- | ----- | ----- | ------ |
| 1   | Galatasaray Nef | 6 | 5 | 1 | 525 | 486 | +39 | 11 | Qualificate alla Top 16 |  | —     | 82–74 | 87–75 | 101–85 |
| 2   | Igokea          | 6 | 3 | 3 | 460 | 454 | +6  | 9  | Qualificate ai play-in  |  | 85–89 | —     | 68–64 | 76–69  |
| 3   | PAOK            | 6 | 2 | 4 | 442 | 459 | −17 | 8  | Qualificate ai play-in  |  | 81–74 | 64–75 | —     | 83–84  |
| 4   | ERA Nymburk     | 6 | 2 | 4 | 481 | 509 | −28 | 8  |                         |  | 86–92 | 86–82 | 71–75 | —      |

#### Gruppo F
| Pos | Squadra        | G | V | P | PF  | PS  | DP  | Pt | Qualificazione          |  | TOF   | SIG   | OOS   | KAL   |
| --- | -------------- | - | - | - | --- | --- | --- | -- | ----------------------- |  | ----- | ----- | ----- | ----- |
| 1   | Tofaş          | 6 | 4 | 2 | 483 | 463 | +20 | 10 | Qualificate alla Top 16 |  | —     | 85–75 | 92–83 | 77–81 |
| 2   | SIG Strasbourg | 6 | 3 | 3 | 491 | 489 | +2  | 9  | Qualificate ai play-in  |  | 74–76 | —     | 91–92 | 75–73 |
| 3   | Filou Oostende | 6 | 3 | 3 | 516 | 500 | +16 | 9  | Qualificate ai play-in  |  | 78–83 | 77–83 | —     | 99–66 |
| 4   | Kalev/Cramo    | 6 | 2 | 4 | 463 | 501 | −38 | 8  |                         |  | 72–70 | 86–93 | 85–87 | —     |

#### Gruppo G
| Pos | Squadra             | G | V | P | PF  | PS  | DP  | Pt | Qualificazione          |  | CLU     | HOL     | DAR   | BRI    |
| --- | ------------------- | - | - | - | --- | --- | --- | -- | ----------------------- |  | ------- | ------- | ----- | ------ |
| 1   | U-BT Cluj-Napoca    | 6 | 5 | 1 | 523 | 505 | +18 | 11 | Qualificate alla Top 16 |  | —       | 106–101 | 66–60 | 104–94 |
| 2   | Hapoel Holon        | 6 | 4 | 2 | 494 | 458 | +36 | 10 | Qualificate ai play-in  |  | 78–68   | —       | 64–57 | 84–80  |
| 3   | Darüşşafaka Tekfen  | 6 | 2 | 4 | 459 | 470 | −11 | 8  | Qualificate ai play-in  |  | 101–103 | 86–79   | —     | 82–76  |
| 4   | Happy Casa Brindisi | 6 | 1 | 5 | 464 | 507 | −43 | 7  |                         |  | 71–76   | 61–88   | 82–73 | —      |

#### Gruppo H
| Pos | Squadra                 | G | V | P | PF  | PS  | DP  | Pt | Qualificazione          |  | RYT   | BUR   | BJK   | OLD   |
| --- | ----------------------- | - | - | - | --- | --- | --- | -- | ----------------------- |  | ----- | ----- | ----- | ----- |
| 1   | Rytas                   | 6 | 4 | 2 | 475 | 442 | +33 | 10 | Qualificate alla Top 16 |  | —     | 87–69 | 82–69 | 88–72 |
| 2   | Hereda San Pablo Burgos | 6 | 4 | 2 | 487 | 472 | +15 | 10 | Qualificate ai play-in  |  | 77–84 | —     | 82–74 | 92–80 |
| 3   | Beşiktaş Icrypex        | 6 | 3 | 3 | 471 | 478 | −7  | 9  | Qualificate ai play-in  |  | 82–79 | 75–82 | —     | 88–72 |
| 4   | EWE Baskets Oldenburg   | 6 | 1 | 5 | 450 | 491 | −41 | 7  |                         |  | 76–72 | 72–85 | 81–83 | —     |

## Statistiche Regular Season
Statistiche aggiornate al 22 dicembre 2021

### Punti a partita
| Posiz. | Giocatore              | Punti | Squadra     |
| ------ | ---------------------- | ----- | ----------- |
| 1.     | DeVaughn Akoon-Purcell | 21.5  | Galatasaray |
| 2.     | Jerrick Harding        | 20.8  | Nymburk     |
| 3.     | Silas Melson           | 18.5  | Kalev/Cramo |

Fonte: (EN) Statistics, su championsleague.basketball, Basketball Champions League.

### Rimbalzi a partita
| Posiz. | Giocatore    | Rimbalzi | Squadra           |
| ------ | ------------ | -------- | ----------------- |
| 1.     | Aaron Jones  | 9.0      | Universo Treviso  |
| 2.     | Dalibor Ilić | 8.6      | Igokea            |
| 3.     | Ákos Keller  | 8.3      | Falco Szombathely |

Fonte: (EN) Statistics, su championsleague.basketball, Basketball Champions League.

## Play-in
I play-in si svolgono dal 4 al 19 gennaio 2022.Partecipano ai Play-in i club che si sono classificati al secondo e al terzo posto nei rispettivi gruppi della fase a gironi della Basketball Champions League. I vincitori si qualificano per la Top 16. L'andata si giocherà il 4-5 gennaio, il ritorno l'11-12 gennaio. L'eventuale terza gara si giocherà il 18-19 gennaio.
| Squadra 1                    | Totale | Squadra 2              | Gara 1 | Gara 2 | Gara 3 |
| ---------------------------- | ------ | ---------------------- | ------ | ------ | ------ |
| (A2) Lenovo Tenerife         | 2-1    | Pınar Karşıyaka (B3)   | 76–69  | 80–88  | 74–71  |
| (B2) Hapoel Gerusalemme      | 1-2    | Prometey (A3)          | 95–70  | 79–82  | 75–85  |
| (C2) JDA Dijon               | 2-0    | VEF Rīga (D3)          | 84–77  | 83–79  | —      |
| (D2) NutriBullet Treviso     | 2-0    | Lavrio Megabolt (C3)   | 87–72  | 90–78  | —      |
| (E2) Igokea                  | 1-2    | Filou Oostende (F3)    | 87–72  | 64–85  | 77–83  |
| (F2) SIG Strasbourg          | 2-0    | PAOK (E3)              | 105–78 | 80–79  | —      |
| (G2) Hapoel Holon            | 2-1    | Beşiktaş Icrypex (H3)  | 72–73  | 72–70  | 74–68  |
| (H2) Hereda San Pablo Burgos | 1-2    | Darüşşafaka Tekfen(G3) | 83–78  | 66–85  | 68–80  |

## Top 16
La Top 16 si svolgeranno dal 25 gennaio al 23 marzo 2022 e comprende le otto vincitrici dei gironi della stagione regolare e le otto vincitrici dei play-in. Le 16 squadre sono divise in 4 gironi da 4. Le prime due di ogni girone si qualificano per i quarti di finale.
| Girone I                    | Girone J                    | Girone K                    | Girone L                    |
| --------------------------- | --------------------------- | --------------------------- | --------------------------- |
| Vincitrice Girone A         | Vincitrice Girone B         | Vincitrice Girone C         | Vincitrice Girone D         |
| Vincitrice Girone E         | Vincitrice Girone F         | Vincitrice Girone G         | Vincitrice Girone H         |
| Vincitrice Play-In C2 vs D3 | Vincitrice Play-In D2 vs C3 | Vincitrice Play-In B2 vs A3 | Vincitrice Play-In A2 vs B3 |
| Vincitrice Play-In G2 vs H3 | Vincitrice Play-In H2 vs G3 | Vincitrice Play-In E2 vs F3 | Vincitrice Play-In F2 vs E3 |

### Gruppo I
| Pos | Squadra                | G | V | P | PF  | PS  | DP  | Pt | Qualificazione   |       | HOL   | LUD   | JDA   | GAL   |
| --- | ---------------------- | - | - | - | --- | --- | --- | -- | ---------------- | ----- | ----- | ----- | ----- | ----- |
| 1   | Hapoel Holon           | 6 | 4 | 2 | 465 | 443 | +22 | 10 | Quarti di finale |       | —     | 69–51 | 90–83 | 98–89 |
| 2   | MHP Riesen Ludwigsburg | 6 | 4 | 2 | 438 | 414 | +24 | 10 | Quarti di finale |       | 68–71 | —     | 95–73 | 76–71 |
| 3   | JDA Dijon              | 6 | 3 | 3 | 461 | 476 | −15 | 9  |                  |       | 78–66 | 72–84 | —     | 80–69 |
| 4   | Galatasaray Nef        | 6 | 1 | 5 | 433 | 464 | −31 | 7  |                  | 74–71 | 58–64 | 72–75 | —     |       |

### Gruppo J
| Pos | Squadra             | G | V | P | PF  | PS  | DP  | Pt | Qualificazione   |        | BAX   | TOF   | DAR   | TVS    |
| --- | ------------------- | - | - | - | --- | --- | --- | -- | ---------------- | ------ | ----- | ----- | ----- | ------ |
| 1   | Baxi Manresa        | 6 | 4 | 2 | 537 | 483 | +54 | 10 | Quarti di finale |        | —     | 85–70 | 89–74 | 108–88 |
| 2   | Tofaş               | 6 | 4 | 2 | 483 | 440 | +43 | 10 | Quarti di finale |        | 74–68 | —     | 91–81 | 82–80  |
| 3   | Darüşşafaka Tekfen  | 6 | 4 | 2 | 492 | 495 | −3  | 10 |                  |        | 89–84 | 75–74 | —     | 88–76  |
| 4   | NutriBullet Treviso | 6 | 0 | 6 | 464 | 558 | −94 | 6  |                  | 88–103 | 51–92 | 81–85 | —     |        |

### Gruppo K
| Pos | Squadra          | G | V | P | PF  | PS  | DP  | Pt | Qualificazione   |  | CLU   | UNI   | OOS   | PRO   |
| --- | ---------------- | - | - | - | --- | --- | --- | -- | ---------------- |  | ----- | ----- | ----- | ----- |
| 1   | U-BT Cluj-Napoca | 4 | 3 | 1 | 320 | 308 | +12 | 7  | Quarti di finale |  | —     | 70–86 | 86–75 | -     |
| 2   | Unicaja          | 4 | 2 | 2 | 302 | 308 | −6  | 6  | Quarti di finale |  | 73–79 | —     | 73–59 | -     |
| 3   | Filou Oostende   | 4 | 1 | 3 | 294 | 314 | −20 | 5  |                  |  | 74–85 | 86–68 | —     | 87–91 |
| 4   | Prometey         | 0 | 0 | 0 | 0   | 0   | 0   | 0  | Ritirata         |  | 81–92 | 70–69 | -     | —     |

### Gruppo L
| Pos | Squadra           | G | V | P | PF  | PS  | DP  | Pt | Qualificazione   |       | TFE   | SIG   | RYT   | FAL   |
| --- | ----------------- | - | - | - | --- | --- | --- | -- | ---------------- | ----- | ----- | ----- | ----- | ----- |
| 1   | Lenovo Tenerife   | 6 | 6 | 0 | 494 | 407 | +87 | 12 | Quarti di finale |       | —     | 71–66 | 89–75 | 87–62 |
| 2   | SIG Strasbourg    | 6 | 3 | 3 | 463 | 449 | +14 | 9  | Quarti di finale |       | 67–85 | —     | 71–73 | 98–86 |
| 3   | Rytas             | 6 | 2 | 4 | 455 | 493 | −38 | 8  |                  |       | 64–83 | 71–76 | —     | 91–88 |
| 4   | Falco Szombathely | 6 | 1 | 5 | 458 | 521 | −63 | 7  |                  | 73–79 | 63–85 | 86–81 | —     |       |

## Play-offs
|  | Quarti di finale  | Quarti di finale  | Quarti di finale  | Quarti di finale | Quarti di finale |  |  | Semifinali        | Semifinali        | Semifinali        |                   |    | Finale          | Finale          | Finale          |  |
|  |                   |                   |                   |                  |                  |  |  |                   |                   |                   |                   |    |                 |                 |                 |  |
|  | U Cluj            | U Cluj            | 76                | 75               | 73               |  |  |                   |                   |                   |                   |    |                 |                 |                 |  |
|  | R. Ludwigsburg    | R. Ludwigsburg    | 73                | 92               | 79               |  |  | R. Ludwigsburg    | R. Ludwigsburg    | 55                |                   |    |                 |                 |                 |  |
|  | Manresa           | Manresa           | Manresa           | 86               | 91               |  |  | Manresa           | Manresa           | 63                |                   |    |                 |                 |                 |  |
|  | Málaga            | Málaga            | Málaga            | 63               | 89               |  |  |                   |                   |                   |                   |    | Manresa         | Manresa         | 87              |  |
|  | Hapoel Holon      | Hapoel Holon      | Hapoel Holon      | 93               | 81               |  |  |                   |                   | Canarias Tenerife | Canarias Tenerife | 98 |                 |                 |                 |  |
|  | Strasburgo        | Strasburgo        | Strasburgo        | 75               | 80               |  |  | Hapoel Holon      | Hapoel Holon      | 71                |                   |    |                 |                 |                 |  |
|  | Canarias Tenerife | Canarias Tenerife | Canarias Tenerife | 78               | 74               |  |  | Canarias Tenerife | Canarias Tenerife | 78                |                   |    |                 |                 |                 |  |
|  | Tofaş Bursa       | Tofaş Bursa       | Tofaş Bursa       | 77               | 73               |  |  |                   |                   |                   |                   |    | Finale 3º posto | Finale 3º posto | Finale 3º posto |  |
|  |                   |                   |                   |                  |                  |  |  |                   |                   |                   |                   |    |                 |                 |                 |  |
|  |                   |                   |                   |                  |                  |  |  |                   |                   |                   |                   |    | R. Ludwigsburg  | R. Ludwigsburg  | 88              |  |
|  |                   |                   |                   |                  |                  |  |  |                   |                   |                   |                   |    | Hapoel Holon    | Hapoel Holon    | 68              |  |

### Finali

#### Finale 3º/4º posto
| Arbitri: | Saverio Lanzarini Michał Proc Geert Jacobs |

|              |            |            |
| Simon 27     | Punti      | 14 McGee   |
| Simon 6      | Assist     | 5 Ragland  |
| Radebaugh 7  | Rimbalzi   | 8 Menco    |
| John Patrick | Allenatori | Guy Goodes |

| Quintetto titolare | Quintetto titolare | Quintetto titolare         | Pt | Rim | Ass |
| ------------------ | ------------------ | -------------------------- | -- | --- | --- |
| P                  | 1                  | Jordan Hulls               | 15 | 1   | 3   |
| G                  | 5                  | Justin Simon               | 27 | 6   | 6   |
| P                  | 12                 | Jonah Radebaugh            | 11 | 7   | 2   |
| C                  | 18                 | Jonas Wohlfarth-Bottermann | 2  | 4   | 2   |
| G                  | 32                 | Tekele Cotton              | 13 | 0   | 1   |
| Panchina:          |                    |                            |    |     |     |
| PG                 | 2                  | Jacob Patrick              | 2  | 0   | 0   |
| P                  | 6                  | Johannes Patrick           | 3  | 1   | 1   |
| AG                 | 7                  | Jonathan Bähre             | 0  | 0   | 0   |
| G                  | 8                  | James Woodard              | 0  | 0   | 0   |
| P                  | 11                 | Lukas Herzog               | 5  | 0   | 0   |
| AP                 | 13                 | Yorman Polas               | 6  | 0   | 2   |
| A                  | 20                 | Rawle Alkins               | 4  | 1   | 2   |
| Allenatore:        |                    |                            |    |     |     |
| John Patrick       |                    |                            |    |     |     |

| MHP Riesen Ludwigsburg |  | Hapoel U-NET Holon |

| Ludwigsburg   | Statistiche        | Hapoel Holon  |
| ------------- | ------------------ | ------------- |
|               | Statistiche        |               |
| 17/36 (47.2%) | Tiro da 2          | 19/37 (51.4%) |
| 14/24 (58.3%) | Tiro da 3          | 6/22 (27.3%)  |
| 12/19 (63.2%) | Tiri liberi        | 12/14 (85.7%) |
| 7             | Rimbalzi offensivi | 16            |
| 17            | Rimbalzi difensivi | 25            |
| 24            | Rimbalzi totali    | 41            |
| 19            | Assist             | 12            |
| 9             | Palle perse        | 20            |
| 11            | Palle rubate       | 2             |
| 2             | Stoppate           | 0             |
| 18            | Falli              | 21            |

| Quintetto titolare | Quintetto titolare | Quintetto titolare  | Pt   | Rim  | Ass  |
| ------------------ | ------------------ | ------------------- | ---- | ---- | ---- |
| C                  | 0                  | Steve Zack          | 2    | 2    | 0    |
| P                  | 1                  | Joe Ragland         | 11   | 6    | 5    |
| PG                 | 3                  | Adam Smith          | 9    | 1    | 3    |
| AP                 | 4                  | Chris Johnson       | 8    | 5    | 0    |
| A                  | 9                  | Rafi Menco          | 2    | 8    | 0    |
| Panchina:          |                    |                     |      |      |      |
| PG                 | 6                  | Omer Tal            | 0    | 0    | 0    |
| G                  | 8                  | Frédéric Bourdillon | 12   | 2    | 2    |
| A                  | 10                 | Guy Pnini           | 6    | 4    | 1    |
| AG                 | 12                 | Michale Kyser       | 4    | 1    | 0    |
| G                  | 21                 | Ofek Fogelman       | n.e. | n.e. | n.e. |
| G                  | 25                 | Tyrus McGee         | 14   | 3    | 1    |
| P                  | 44                 | Niv Misgav          | n.e. | n.e. | n.e. |
| Allenatore:        |                    |                     |      |      |      |
| Guy Goodes         |                    |                     |      |      |      |

#### Finale
| Arbitri: | Manuel Mazzoni Yohan RossoAdemir Zurapović Wojciech Liszka |

|                   |            |                |
| Moneke 24         | Punti      | 18 Salin       |
| Bako, Thomasson 3 | Assist     | 14 Huertas     |
| Moneke 8          | Rimbalzi   | 7 Doornekamp   |
| Pedro Martínez    | Allenatori | Txus Vidorreta |

| Quintetto titolare     | Quintetto titolare | Quintetto titolare | Pt   | Rim  | Ass  |
| ---------------------- | ------------------ | ------------------ | ---- | ---- | ---- |
| P                      | 1                  | Sylvain Francisco  | 12   | 3    | 2    |
| AG                     | 11                 | Chima Moneke       | 24   | 8    | 0    |
| AP                     | 19                 | Elias Valtonen     | 2    | 2    | 0    |
| C                      | 21                 | Ismaël Bako        | 2    | 1    | 3    |
| P                      | 55                 | Dani Pérez         | 12   | 2    | 2    |
| Panchina:              |                    |                    |      |      |      |
| P                      | 3                  | Toni Naspler       | n.e. | n.e. | n.e. |
| AG                     | 12                 | Mārcis Šteinbergs  | 0    | 1    | 0    |
| G                      | 17                 | Rafael Martínez    | 0    | 0    | 0    |
| AP                     | 22                 | Juan Pablo Vaulet  | 6    | 2    | 0    |
| G                      | 32                 | Joe Thomasson      | 15   | 2    | 3    |
| AG                     | 33                 | Luke Maye          | 10   | 4    | 0    |
| C                      | 77                 | Yankuba Sima       | 4    | 3    | 2    |
| Allenatore:            |                    |                    |      |      |      |
| Pedro Martínez Sánchez |                    |                    |      |      |      |

| BAXI Manresa |  | Lenovo Tenerife |

| Manresa       | Statistiche        | Tenerife      |
| ------------- | ------------------ | ------------- |
|               | Statistiche        |               |
| 21/35 (60.0%) | Tiro da 2          | 27/37 (73.0%) |
| 9/33 (27.3%)  | Tiro da 3          | 13/24 (54.2%) |
| 18/24 (75.0%) | Tiri liberi        | 5/9 (55.6%)   |
| 13            | Rimbalzi offensivi | 3             |
| 17            | Rimbalzi difensivi | 27            |
| 30            | Rimbalzi totali    | 30            |
| 12            | Assist             | 26            |
| 10            | Palle perse        | 10            |
| 5             | Palle rubate       | 3             |
| 3             | Stoppate           | 0             |
| 20            | Falli              | 21            |

| Quintetto titolare | Quintetto titolare | Quintetto titolare | Pt   | Rim  | Ass  |
| ------------------ | ------------------ | ------------------ | ---- | ---- | ---- |
| P                  | 9                  | Marcelinho Huertas | 13   | 3    | 14   |
| G                  | 10                 | Sasu Salin         | 18   | 3    | 2    |
| AP                 | 15                 | Joan Sastre        | 9    | 2    | 0    |
| C                  | 35                 | Fran Guerra        | 4    | 2    | 1    |
| A                  | 42                 | Aaron Doornekamp   | 11   | 7    | 3    |
| Panchina:          |                    |                    |      |      |      |
| P                  | 6                  | Bruno Fitipaldo    | 7    | 4    | 4    |
| AG                 | 7                  | Sean Smith         | 0    | 0    | 0    |
| AP                 | 13                 | Sergio Rodríguez   | n.e. | n.e. | n.e. |
| C                  | 19                 | Giorgi Shermadini  | 14   | 3    | 1    |
| AP                 | 20                 | Dejan Todorović    | 0    | 0    | 0    |
| AC                 | 22                 | Emir Sulejmanović  | 5    | 1    | 0    |
| AG                 | 33                 | Kyle Wiltjer       | 17   | 2    | 1    |
| Allenatore:        |                    |                    |      |      |      |
| Txus Vidorreta     |                    |                    |      |      |      |

## Premi

### MVP del mese
| Mese     | Giocatore         | Squadra            | Ref.  |
| 2021     | 2021              | 2021               | 2021  |
| -------- | ----------------- | ------------------ | ----- |
| Ottobre  | Jonah Radebaugh   | Riesen Ludwigsburg | [ 2 ] |
| Novembre | Ivan Buva         | Rytas Vilnius      | [ 3 ] |
| Dicembre | Brandon Brown     | U-BT Cluj-Napoca   | [ 4 ] |
| 2022     |                   |                    |       |
| Gennaio  | Doğuş Özdemiroğlu | Darüşşafaka        |       |
| Febbraio | David Holston     | JDA Dijon          |       |
| Marzo    | Joe Ragland       | Hapoel Holon       |       |
| Aprile   | Chima Moneke      | BAXI Manresa       |       |

### Quintetti ideali
- Basketball Champions League Star Lineup:
  -  Joe Ragland (  Hapoel Holon )
  -  Jonah Radebaugh (  R. Ludwigsburg )
  -  Chima Moneke (  Manresa )
  -  Chris Johnson (  Hapoel Holon )
  -  Giorgi Shermadini (  Canarias Tenerife )
- Basketball Champions League Second Best Team:
  -  Marcelinho Huertas (  Canarias Tenerife )
  -  Joe Thomasson (  Manresa )
  -  DeVaughn Akoon-Purcell (  Galatasaray )
  -  Elijah Stewart (  U Cluj )
  -  Ivan Buva (  Rytas Vilnius )

### Riconoscimenti individuali
- Basketball Champions League MVP:  Chima Moneke,  Manresa
- Basketball Champions League Final Four MVP:  Marcelinho Huertas,  Canarias Tenerife
- Basketball Champions League Best Young Player:  Giordano Bortolani,  Universo Treviso
- Basketball Champions League Best Coach:  Pedro Martínez,  Manresa